# Койду (Сауе)
Ко́йду (ест. Koidu küla) — село в Естонії, у волості Сауе повіту Гар'юмаа.

## Історія
21 липня 2012 року утворено село Койду на території, відокремленої від сіл Алліку та Ванамийза.